# Municipio de Missouri (condado de Nevada)
El municipio de Missouri (en inglés: Missouri Township) es un municipio ubicado en el condado de Nevada en el estado estadounidense de Arkansas. En el año 2010 tenía una población de 4261 habitantes y una densidad poblacional de 18,92 personas por km².

## Geografía
El municipio de Missouri se encuentra ubicado en las coordenadas 33°48′55″N 93°24′12″O / 33.81528, -93.40333. Según la Oficina del Censo de los Estados Unidos, el municipio tiene una superficie total de 225.2 km², de la cual 223.49 km² corresponden a tierra firme y (0.76%) 1.71 km² es agua.

## Demografía
Según el censo de 2010, había 4261 personas residiendo en el municipio de Missouri. La densidad de población era de 18,92 hab./km². De los 4261 habitantes, el municipio de Missouri estaba compuesto por el 56.09% blancos, el 40.46% eran afroamericanos, el 0.23% eran amerindios, el 0.07% eran asiáticos, el 0.02% eran isleños del Pacífico, el 1.48% eran de otras razas y el 1.64% pertenecían a dos o más razas. Del total de la población el 2.72% eran hispanos o latinos de cualquier raza.